# Jean-Baptiste Colbert
För andra betydelser, se Jean-Baptiste Colbert (olika betydelser).
Jean-Baptiste Colbert, född 29 augusti 1619 i Reims, död 6 september 1683 i Paris, var en fransk statsman, Frankrikes finansminister 1661–83. Han var bror till Charles Colbert.

## Biografi

### Bakgrund
Colbert tillhörde en köpmanssläkt och ägnade sig till en början åt köpmannabanan. Inträdd i statstjänst kom han genom ärkebiskopen Charles Maurice Le Tellier 1651 i beröring med Jules Mazarin. Han fick efter frondens slut skötseln av Mazarins ekonomi i sina händer, och var den egentlige skaparen av dennes förmögenhet. 1661 lyckades han störta Nicolas Fouquet och själv överta hans plats, även om han först 1666 formellt övertog posten som generalkontrollör över finanserna. Från 1664 var han även chef för byggnadsstyrelsen och industridepartementet. 

### Karriär
Genom sin finanspolitik kom Colbert att bli en av de främsta företrädarna för merkantilismen. Han hjälpte även till att ordna upp den franske kungen Ludvig XIV:s finanser på andra sätt. En av hans åtgärder var att helt enkelt genom en räfst avskriva räntor och skulder till ämbets- och finansmän som lånat staten pengar. Han drog därigenom in inte mindre än 100 miljoner livres. Colbert försökte även göra den franska grundskatten La taille, som främst uttogs av de obemedlade och var ojämnt fördelad över Frankrike, mer jämnt fördelad och utsträcka den till alla medborgare. 
Han arbetade även för att höja näringarna, ett av hans viktigaste arbeten här var anläggandet av Canal du Midi. Svårigheterna var stora och kostnaderna mycket ansenliga: 17 miljoner livres. Arbetet krävde 17 år. I maj 1681 invigdes kanalen under stora högtidligheter.
Under sin tid som finansminister lyckades han få in 80 procent av skatterna till kungen istället för 25 procent, som var den tidigare siffran. Inkomsterna från de kungliga domänerna lyckades han trettiodubbla från 1661 till 1682. Han ökade efterfrågan och därmed produktionen genom att slopa inrikestullarna.
Colbert var också den egentliga skaparen av Frankrikes krigsflotta, som hade blivit kraftigt försummad av hans föregångare. Exporten till sjöss hade intill denna tid nästan helt och hållet besörjts av nederländska fartyg. Colbert uppmuntrade nu genom premier det franska skeppsbyggandet och pålade utländska fartyg i franska hamnar en avgift. På så sätt förändrades situationen markant, och bland världens handelsflottor blev den franska åtminstone den tredje i ordningen. Han grundade vidare i enlighet med tidens sed talrika statsunderstödda kompanier, som erhöll monopol på handeln i främmande världsdelar. Viktigast av dem var det ostindiska kompaniet (1664), som i Gangesområdet och på Deccan snart höll jämna steg med det brittiska och det nederländska. Över huvud taget arbetade Colbert ivrigt på utbredningen av Frankrikes kolonialvälde, och vid hans död var det, om inte det mest blomstrande så i alla fall det vidsträcktaste på den tiden. Väldet omfattade då Louisiana – det vill säga hela Missisippiområdet – och Kanada, alltså större delen av Nordamerika.
Jordbruket och dess produkter var enligt merkantilisterna av föga värde. Trogen dessa merkantilistiska åsikter pålade Colbert jordbruket bördor, men gynnade handel och industri desto mera. Han omöjliggjorde i det närmsta införseln av utländska industriprodukter, som skulle kunna konkurrera med de franska, genom de höga tullsatserna i 1667 års tariff. På samma gång förhindrade han utförseln av råvaror för att dessa till ett billigt pris skulle gynna den inhemska industrin. Genom utfärdande av utförselförbud eller påläggande av höga utförseltullar höll han jordbruksprodukter nere vid ett sådant prisläge att de blev föga lönande att producera – detta i syfte att hålla nere kostnaderna för fabriker och hantverk. Det hände därför ofta att bönder underlät att odla sina fält; de kunde inte, särskilt med tanke på de höga skatterna, hoppas på någon lönande avkastning. Colbert främjade främst storindustrin, som växte på bekostnad av den mindre industrin. Genom privilegier och penningunderstöd, liksom genom att kalla in utländska mästare och arbetare, lyfte han ylle-, linne-, läder- och sidenindustrin. Han införde också tillverkningen av glas och spetsar i Frankrike. Många av dessa konstlat framdrivna industrigrenar tynade dock åter bort efter att ministern dött.
Colbert dog i september 1683 i Paris efter ett gräl med Kungen, som anklagade honom för förslösning av skattemedel i bygget av Versaille. Bruten och tyngd av sorg åkte han hem till Paris och avled i sömnen. Colbert fick en diskret begravning mitt i natten för att så undvika att pöbeln i Paris skulle visa sitt missnöje med skatterna och skända hans grav.